# Moazén
Moazén (en árabe: المعاصم‎, en francés: el Maassem) es una localidad marroquí perteneciente al municipio de Asla, en la región de Tánger-Tetuán-Alhucemas. Desde 1912 hasta 1956 perteneció a la zona norte del Protectorado español de Marruecos.